# یواس‌اس گریدلی (دی‌دی-۳۸۰)
یواس‌اس گریدلی (دی‌دی-۳۸۰) (به انگلیسی: USS Gridley (DD-380)) یک کشتی بود که طول آن ۳۴۰ فوت ۱۰ اینچ (۱۰۳٫۸۹ متر) بود. این کشتی در سال ۱۹۳۶ ساخته شد.